# ウィグナーザイツ胞
ウィグナーザイツ胞（ウィグナーサイツほう、英: Wigner-Seitz cell）またはウィグナーサイツ胞とは、ある格子点と、その周りの格子点との間の垂直二等分面で囲まれた領域における最小のセル（胞）のことである。ユージン・ウィグナーとフレデリック・ザイツが名前の由来。ウィグナーザイツ胞は、自動的にその結晶の基本単位格子となる。
具体的な例として正方格子を挙げると、
1. まず隣り合う格子点に直線を引く
2. 各直線の垂直二等分線を引く
3. それらの垂直二等分線で囲まれる領域が、ウィグナーザイツ胞である。